# جامعة كولورادو للمناجم
جامعة كولورادو للمناجم هي جامعة تقدم الدراسات والبحوث الجامعية في جولدن بولاية كولورادو، وتخصص الجامعة بعلوم الهندسة والعلوم التطبيقية، مع خبرة خاصة في مجال تطوير وإدارة الموارد الطبيعية للأرض.
في عام 2014 تم تصنيف الجامعة في المركز 91 عن طريق وورلد ريبورت «لأفضل الجامعات الوطنية» من ناحية المستوى.

## التاريخ
كانت جولدن بمثابة مركز إمداد لعمال المناجم والمستوطنين في المنطقة.
في عام 1866، وصل جورج ماكسويل راندال من ولاية ماساتشوستس إلى كولورادو ورأى الحاجة لوجود مرفق للتعليم العالي في المنطقة، وبدأ التخطيط للجامعة والتي تشمل كلية للمعادن.
في عام 1870، افتتح قاعة جارفيس الجامعية في المبنى المركزي لحرم جامعة كولورادو إلى الجنوب من بلدة جولدن، ورافق ذلك افتتاح قاعة ماثيوز في عام 1872.
و في عام 1876 قامت حكوم كولوراد بالاستحواذ على الجامعة والمعاهد التابعة لها وجعلت التعليم مجاني للمقيمين في ولاية كولورادو.
في الوقت الحالي، تعتبر جامعة كولورادو للمعادن جامعة بحثية عامة متخصصة في علوم الهندسة والعلوم التطبيقية.
في أغسطس من عام 2007 ، تم الانتهاء من مركز الطلاب جديد .
و في عام 2008 ، وانتهت الجامعة من توسيع مركز الحاسبات الرئيسي، ومركز التكنولوجيا والتعلم وسائل الاعلام (CTLM) .
في مايو 2008 تم الانتهاء من بناء وتركيب الحاسب العملاق الجديد والملقب ب "Ra" و الذي يدار من قبل منظمة جولدن لحسابات الطاقة، وهي شراكة بين جامعة كولورادو للمعادن، والمختبر الوطني للطاقة المتجددة، والمركز الوطني لل أبحاث الغلاف الجوي والمؤسسة الوطنية للعلوم .
كما تحوي الجامعة متحف للجيولوجيا، والذي يعرض الصخور والمعادن العينات التي تم جمعها من العديد من مناطق التعدين في ولاية كولورادو، وكذلك من جميع أنحاء العالم. وتشمل المعروضات في المتحف عينات من مقتنيات فرانك أليسون من الذهب والفضة وقطع مختلفة من الفن التعديني ذات الصلة.

## التخصصات الأكاديمية
- الهندسة المدنية
- الهندسة الكهربائية
- الهندسة الميكانيكية
- الهندسة البيئية
- هندسة النظم - ماجستير والدكتوراه
- الهندسة الطبية الحيوية
- الهندسة الكيميائية
- الكيميائية والهندسة الحيوية
- المعادن وهندسة المواد
- علوم الحاسب الآلي ومع تخصصات في:
- الإحصاء التطبيقي
- الحاسوبية والرياضيات التطبيقية
- علوم الحاسب الآلي
- الاقتصاد والأعمال
- مستوى الاقتصاد المعدنية العليا
- الكيمياء - البكالوريوس والماجستير والدكتوراه
- الفيزياء التطبيقية - ماجستير والدكتوراه
- الفيزياء الهندسية
- الهندسة الجيولوجية
- الجيولوجيا
- الجيوفيزيائية الهندسية
- الجيوفيزياء
- هندسة التعدين
- علوم الهندسة البيئية - على مستوى الدراسات العليا
- هندسة البترول

## الرؤساء
- كريس ستيل - 1873
- غريغوري بورد- 1875
- ميلتون موس - 1878
- ألبرت جيم هيل - 1880
- ريجيس شفانتون - 1883
- تشارلز س بالمر - 1902
- فيكتور C. ألدرسن - 1903
- ويليام جي هالدين - 1913
- ويليام ب. فيليبس - 1915
- هوارد جيم بارميلي - 1916
- ميلفيل كولباف - 1925
- بن H. باركر - 1946
- جون فاندويلت - 1950
- تشايلدز - 1963
- ماكبرايد - 1970
- جورج S. أنسل - 1984
- تيودور بيكارت - 1998
- جون تريفني - 2000
- مايلز سكوكنز - 2006